# Solojaúl
Solojaúl (del ruso: Солохау́л) es un seló del distrito de Lázarevskoye de la unidad municipal de la ciudad de Sochi del krai de Krasnodar, en el sur de Rusia. Está situado en la orilla izquierda del río Shajé, en las laderas septentrionales del monte Shaján (881 m), a 33 km de la costa del mar Negro 24 km al noroeste de Sochi y 148 km al sureste de Krasnodar, la capital del krai. Tenía 214 habitantes en 2010.
Es el centro administrativo del ókrug rural Solojaulski, al que pertenecen asimismo Bzogu, Verjnerúskoye Loo, Otrádnoye, Jartsiz Vtorói y Jartsiz Pervi. La población del municipio es mayoritariamente de etnia rusa.

## Historia

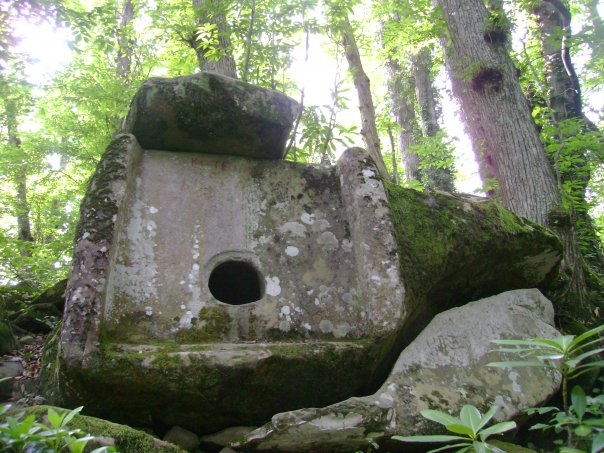
Dolmen en los alrededores de Solojaúl.

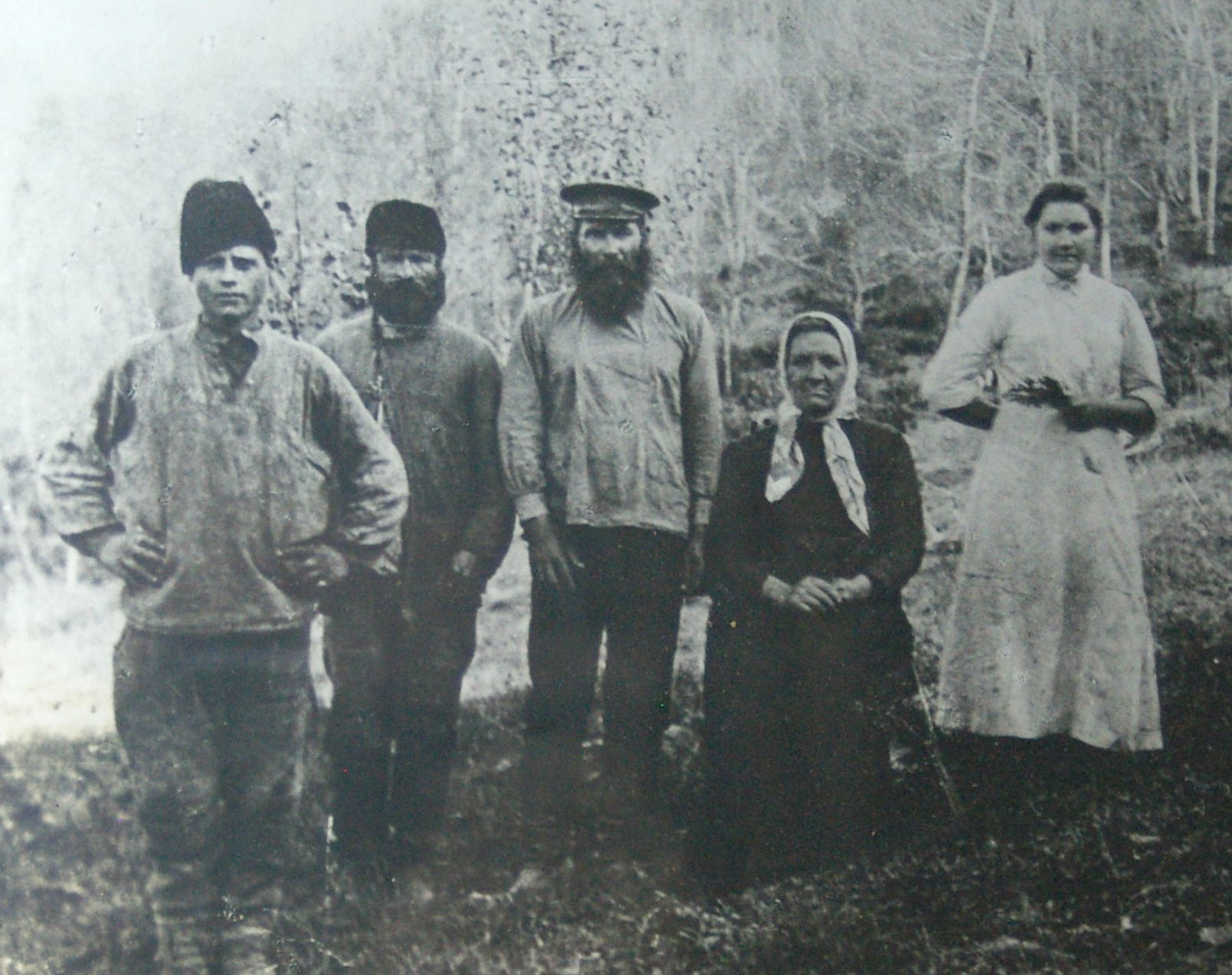
Koshman, su mujer y sus colaboradores ca. 1910.

En el territorio del actual asentamiento se fundó a finales del siglo XIX el jútor Prokovski, que en 1912 pasaría a denominarse Prokóvskoye. Algunos colonos intentaron cultivar té. Tras los primeros intentos fallidos en las décadas de 1870 y 1880 debido al frío, el campesino ucraniano Yov Antónovich Koshman, que había trabajado en una plantación de Ayaria, trajo consigo en 1901 unas semillas a Solojaúl y desarrolló una variedad resistente al frío y de gusto agradable. La primera plantación establecida data de 1905. Tras la revolución de octubre, estas explotaciones fueron estatalizadas bajo la forma de un sovjós. Durante el período soviético se producción varias clases del llamado "té de Krasnodar", una de las plantaciones de té más septentrionales del mundo.
Del 26 de diciembre de 1962 al 12 de enero de 1965 formó parte del raión de Tuapsé.

## Lugares de interés
El edificio más singular del pueblo es el monasterio Sviato Krestiovaya y una pequeña ermita junto a la carretera. La localidad está rodeada de montes boscosos que hacen de ella un agradable destino turístico. En los alrededores de la localidad se hallan varios dólmenes.

## Transporte
El autobús nº145 conecta la localidad con Dagomýs (a 28 km), donde se puede conectar con la línea Tuapsé-Sujumi de la red del ferrocarril del Cáucaso Norte y la carretera federal M27 Dzhubga-frontera abjasa, y el 154 con Sochi (estación de ferrocarril).